# Neapoli (Elida)
Neapoli  este un oraș în Grecia în prefectura Elida.